# Johann Friedrich Weidler
Johann Friedrich Weidler (Großneuhausen, 23 de abril de 1691 – Wittenberg, 30 de dezembro de 1755 foi um matemático e jurista alemão.

## Formação e carreira
Aos quinze anos de idade Weidler foi para a Universidade de Jena, matriculou-se na Universidade de Wittenberg em 10 de junho de 1712, obteve o título de mestre em 30 de abril de 1712 e em 19 de abril de 1715 tornou-se professor adjunto na faculdade de filosofia de Wittenberg. Depois de receber a cátedra de matemática inferior em 1715, assumiu a cátedra de matemática superior em 1719.
De 1726 a 1727 interrompeu suas atividades de ensino para fazer uma viagem à Holanda, Inglaterra, França e Suíça. Em Basileia recebeu um doutorado em direito em 1727. Voltou para Wittenberg e assumiu uma cátedra extraordinária na faculdade de direito. No entanto, sua atividade acadêmica estava voltada para a matemática. Temendo se esgotar nas duas disciplinas, dedicou toda a sua energia às ciências naturais.
Dos compêndios que escreveu como base de suas aulas, as “Institutiones mathematicae”, que também incluíam a astronomia, receberam tanta atenção que foram publicadas cinco vezes durante a vida de Weidler e tiveram outras edições após sua morte. Com as “Institutiones subterraneae” Weidler criou o primeiro compêndio científico da arte da mineração.
Sua maior obra, entretanto, foi a história de seu assunto preferido, a astronomia, que contém uma riqueza de dados biográficos e bibliográficos e é considerada muito confiável. Também escreveu uma descrição das passagens de Mercúrio pelo sol em 1736 e 1747 e um cálculo da longitude e latitude da cidade de Wittenberg.
Assumiu a reitoria da Universidade de Wittenberg nos semestres de verão de 1724 e 1744. Em 1730 foi eleito membro estrangeiro da Academia de Ciências da Prússia. Foi eleito membro da Royal Society em 1732.

## Publicações selecionadas
- Diss. De scepti physica, Wittenberg 1712
- De Habacuci de Messia testimonio c. III, 13. ab Abarbanelis glossemate liberato, Wittenberg 1712
- De Distantiis locum in Geographia accurate cognoscendis, Wittenberg 1713
- Schediasma in quo Apollonio Pergaeo doctrinae curvarum promotae gloriam vindicat, Wittenberg 1715
- Institutiones mathematicae, 1718
- Historia Astronomiae, Wittenberg 1741
- Institutiones subterraneae